# Gunter (Teksas)
Gunter je grad u američkoj saveznoj državi Teksas. Prema popisu stanovništva iz 2010. u njemu je živjelo 1.498 stanovnika.